# Сафакулево
Сафаку́лево (рос. Сафакулево) — село, центр Сафакулевського округу Курганської області, Росія.
Населення — 3629 осіб (2010, 4286 у 2002).
Національний склад станом на 2002 рік:
- татари — 58 %